# Gideon Oliver
Gideon Oliver est une série télévisée américaine, en  épisodes de 95 minutes, diffusée dans le cadre du ABC Mystery Movie du 20 février  1989 au 22 mai 1989 sur ABC. C'est une adaptation des romans éponymes d'Aaron Elkins
Cette série est inédite dans les pays francophones. La série a été diffusée en VHS en France

## Synopsis
Gideon Oliver est professeur d'anthropologie au sein de l'université Columbia. Il enquête sur des meurtres. Il est assisté de sa fille Zina.

## Distribution
- Louis Gossett, Jr. (VF : Jacques Deschamps) : Gideon Oliver
- Shari Headley (VF : Maïk Darah) : Zina Oliver

## Liste des épisodes
| Épisode | Production | date            | Titre                        | Titre en français         | Guest Stars                     |
| ------- | ---------- | --------------- | ---------------------------- | ------------------------- | ------------------------------- |
| 1       | 101        | 20 février 1989 | Sleep Well, Professor Oliver | Meurtres rituels          | Cynthia Nixon, Anthony LaPaglia |
| 2       | 102        | 13 mars 1989    | Tongs                        | Meurtes à Chinatown       | John Amos, Russell Wong         |
| 3       | 103        | 10 avril 1989   | The Last Plane from Coramaya | Corruption à Coramaya     |                                 |
| 4       | 104        | 24 avril 1989   | By the Waters of Babylon     | Babylone Révolution       | Madge Sinclair, Eriq La Salle   |
| 5       | 105        | 22 mai 1989     | Kennonite                    | titre inconnu en français | Melissa Leo, John de Lancie     |